# ミシェル・ブーケ
ミシェル・ブーケ（Michel Bouquet、1925年11月6日 - 2022年4月13日）は、フランスの俳優。ミシェル・ブケ、ブケーとも。

## 来歴
パリ出身。フランス国立高等演劇学校においてジェラール・フィリップに演劇を学ぶ。
1991年の『トト・ザ・ヒーロー』でヨーロッパ映画賞主演男優賞を受賞。2002年と2006年の2回、 セザール賞主演男優賞を受賞している。
2022年4月13日、パリの病院で死去。96歳没。

## 主な出演作品
- 情婦マノン Manon (1949)
- 夜と霧 Nuit et Brouillard (1955) ＊ナレーションを担当
- 悲しみの天使 Les amitiés particulières (1964)
- 黒衣の花嫁 La Mariée était en noir (1968)
- 不貞の女 La Femme Infidele (1968)
- 暗くなるまでこの恋を La Sirène du Mississipi (1969)
- ボルサリーノ Borsalino (1970)
- エスピオナージ Le Serpent (1973)
- 暗黒街のふたり Deux hommes dans la ville (1973)
- ル・ジュエ おもちゃにされた新聞記者 Le Jouet (1976)
- トト・ザ・ヒーロー Toto le héros (1991)
- ルノワール 陽だまりの裸婦 Renoir (2012)